# Где си
Где си је песма српске музичке групе Бајага и инструктори. Првобитно је објављена на албуму Музика на струју, петом дугосвирајућем студијском издању ове групе, издатом 1993. године за Продукцију Стиг.

## О песми
Аутор текста и музике је Момчило Бајагић Бајага. Албум Музика на струју настајао је 1993. године, у јеку рата током распада СФР Југославије, а Бајагић је у интервјуу за недељник Време (бр. 989, 17. децембар 2009) навео да су песме Где си, боже, где си и Ово је овде Балкан биле директан одговор на све оно што се у том периоду дешавало.

## Друге верзије
Песму Где си обрадили су заједнички Ђорђе Давид, његов састав Death Saw и Ивана Петерс. Давид је навео да је текст песме шекспировски, применљив у сваком времену и за све генерације. Нумера је снимљена 2019. године, а продуцирао ју је Александар Митровић Томи, гитариста састава Death Saw, заједно са Марком Ђурашевићем Махонијем. Први пут је јавно изведена крајем јануара 2020. у емисији Звезде Гранда. Представљала је први сингл са албума Да се не заборави, на коме су Давид и Death Saw обрадили и по једну песму група Азра, Атомско склониште, Бијело дугме, Екатарина Велика, Леб и сол, Рибља чорба и Тајм, као и Оливера Мандића.
На 56. рођендан Ђорђа Давида, 5. новембра 2020, снимљен је и спот за ову песму, који су урадили Горан и Душан Шљивић. У изради спота искоришћене су и сцене НАТО бомбардовања СР Југославије.
Спот је премијерно приказан 20. децембра исте године у емисији Звезде Гранда специјал. Дан касније у продаји се појавио и албум Да се не заборави, у издању Гранд продукције.